# Набережная Зунда

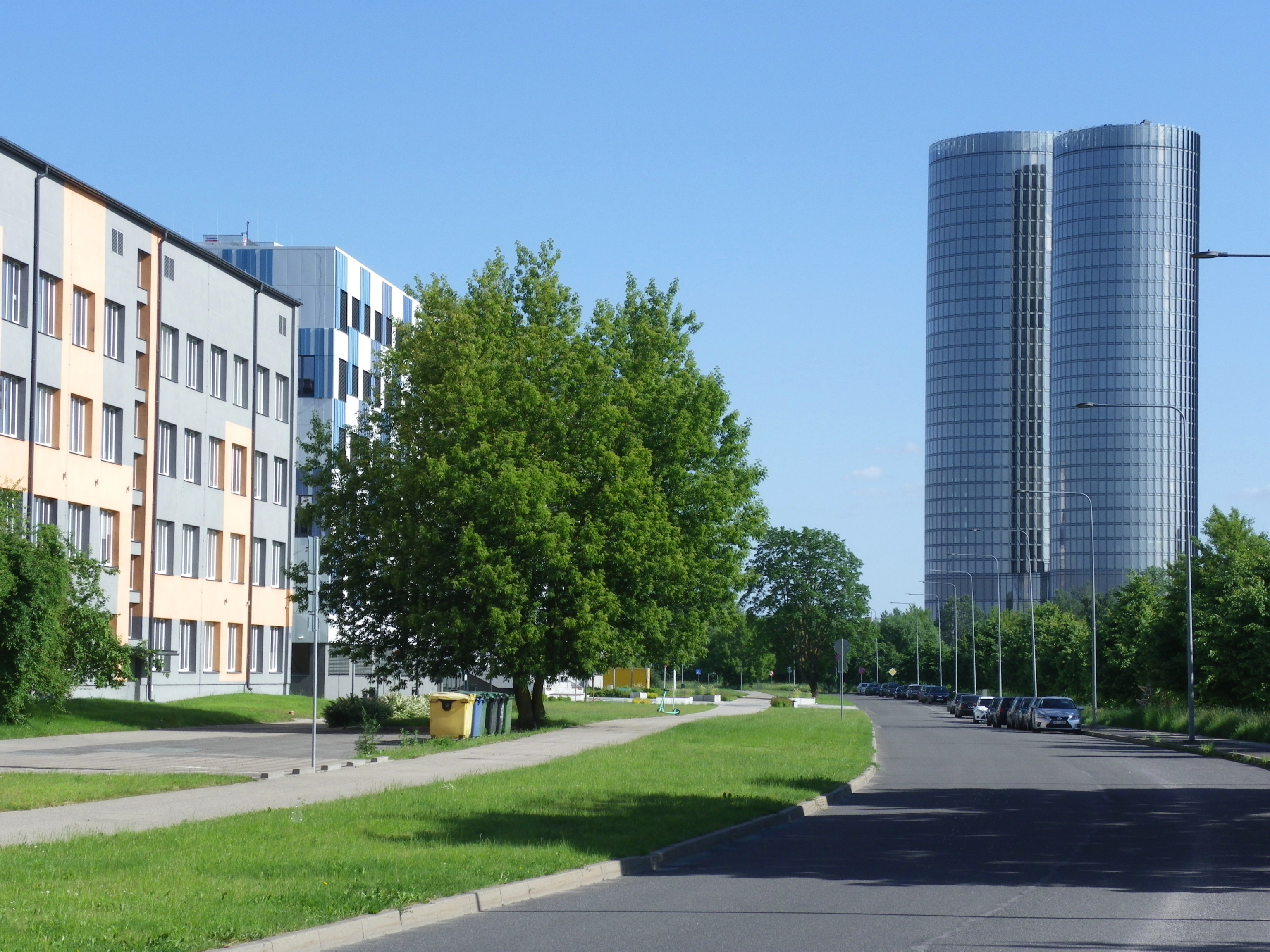
Вид в сторону ул. Кришьяня Валдемара

Набережная Зу́нда (латыш. Zunda krastmala) — улица в Курземском районе города Риги, в историческом районе Кипсала. Проходит по правому берегу протоки Зундс (по противоположному берегу проходит набережная Намея). Название присвоено в 2007 году.
Набережная Зунда начинается от развязки с улицей Кришьяня Валдемара, пролегает в северном направлении и заканчивается после пересечения с улицей Лочу, соединяясь проездом с улицей Матрожу. Длина набережной составляет 1619 метров.
Первые 933 метра улицы (до перекрёстка с ул. Кайю) благоустроены: двухполосная асфальтированная проезжая часть, тротуары по обеим сторонам улицы. Далее проезжая часть не проложена — имеется лишь пешеходная дорожка, вначале асфальтированная (около 100 м — до пешеходного моста через Зундс), далее грунтовая. Общественный транспорт по набережной Зунда не курсирует.
Осенью 2022 года набережная Зунда стала одной из трёх рижских улиц, на которых стартовал пилотный проект «Умное освещение». Проект, реализуемый городской думой совместно с компанией Tet, предусматривает установку датчиков, которые регулируют интенсивность света в зависимости от потока автомобилистов и пешеходов. Предполагается, что это позволит экономить до 90 % затрат электроэнергии на освещение.

## Застройка
- В начале набережной расположен торговый центр «Olimpia[латыш.]».
- Квартал между улицами Азенес и Паула Валдена занимает комплекс жилых и учебных корпусов Рижского технического университета.
- Квартал между улицами Паула Валдена и Кайю занимает Международный выставочный центр «Кипсала».
- Дальняя часть улицы, по состоянию на 2022 год, остаётся преимущественно незастроенной. Здесь планируется возведение малоэтажных жилых домов[4].

## Прилегающие улицы
Набережная Зунда пересекается со следующими улицами:
- улица Кришьяня Валдемара (развязка в двух уровнях)
- улица Азенес
- улица Паула Валдена
- улица Кайю
- улица Энкура
- улица Гипша
- улица Крита
- улица Роньсалас
- улица Лочу